# Tilburgo
Tilburgo (em holandês: Tilburg) é uma cidade de 200 mil habitantes no sul dos Países Baixos, mais concretamente na província de Brabante do Norte.  A cidade desenvolveu-se principalmente durante o século XIX devido à indústria têxtil e ao monarca holandês da época que desejava construir a versão holandesa de Versalhes na cidade.

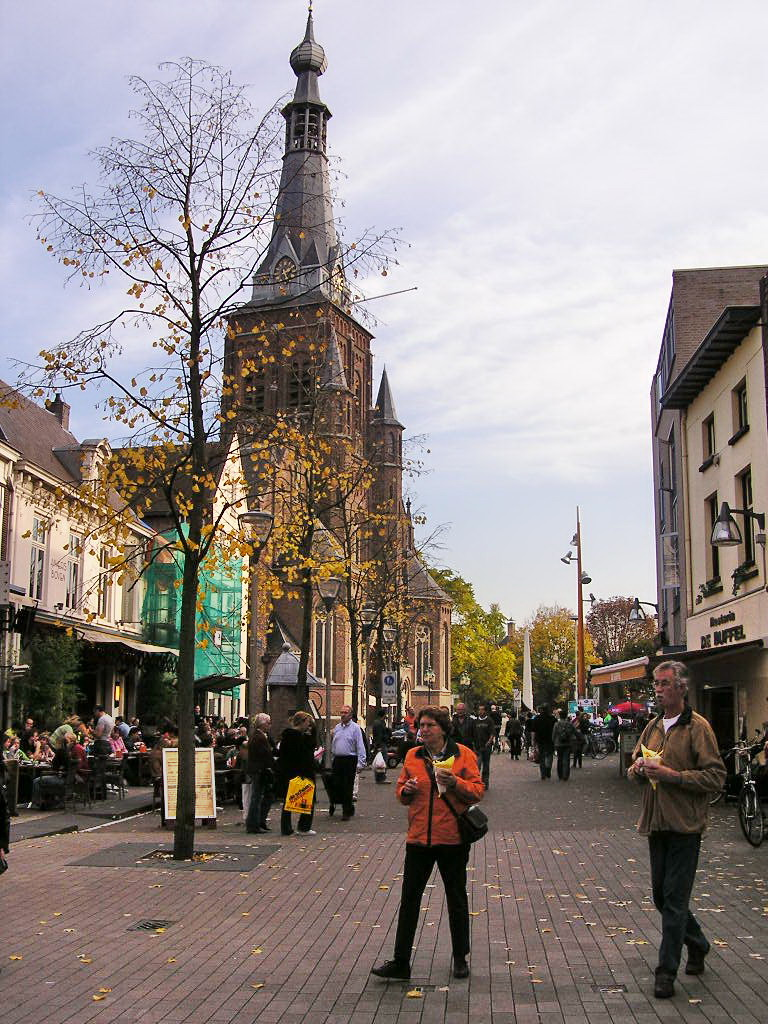
Centro de Tilburgo